# Leopold Kronecker
Leopold Kronecker (Liegnitz, actual Legnica, Polònia, 7 de desembre de 1823 - Berlín, Alemanya, 29 de desembre de 1891) fou un matemàtic alemany.

## Biografia
Leopold Kronecker era fill d'uns comerciants jueus, tot i que amb el temps es convertí al cristianisme.
L'any 1845 es doctorà a la Universitat de Berlín i, el mateix any, va escriure els seus raonaments sobre teoria de nombres. En elles, donà una formulació especial a les unitats en certs cossos de nombres algebraics. El seu tutor en aquest treball fou Peter Gustav Dirichlet.
Matemàtic i lògic, Kronecker defensava que l'aritmètica i l'anàlisi matemàtica havien d'estar recolzats en els nombres enters, prescindint dels irracionals i els imaginaris. És l'autor d'una frase ben coneguda entre els matemàtics: "Déu creà els nombres naturals; la resta, és obra de l'home". Aquesta teoria però, el posà en contra d'algunes formulacions de Georg Cantor. Tot i això, Kronecker va rebre el suport del seu mestre i amic, Ernst Kummer.
Després d'obtenir el seu títol de doctor, Kronecker es dedicà a la gestió de les diverses propietats i negocis del seu oncle. Durant vuit anys no publicà cap article ni llibre de matemàtiques. Finalment però, a la seva memòria de 1853 sobre la resolució algebraica d'equacions, Kronecker va estendre el treball d'Évariste Galois sobre la teoria d'equacions. Molts anys més tard, el 1883, acceptà una plaça de professor a la mateixa Universitat de Berlín.
Amb la seva obra, Kronecker també va contribuir al concepte de continuïtat matemàtica en reconstruir la forma dels nombres irracionals dins dels nombres reals. D'altra banda, a l'anàlisi, Kronecker va rebutjar la teoria de Karl Weierstraß sobre l'existència d'una funció contínua que no admet derivada en cap dels seus punts. Alhora, en el seu article de 1850, Sobre la resolució de l'equació general de cinquè grau, Kronecker va resoldre aquesta equació mitjançant teoria de grups. Finalment, el finitisme de Kronecker el va convertir en precursor de l'intuïcionisme en les teories matemàtiques.
Diversos conceptes matemàtics han estat batejats amb el seu nom en honor seu. Uns dels més destacats són la delta de Kronecker i el producte Kronecker. D'altra banda, també destaquen el teorema de Kronecker-Weber, el teorema de Kronecker dins de la teoria de nombres, i el lema de Kronecker.
El matemàtic Otto Stolz va ser un dels seus deixebles més coneguts i Ernst Kummer va inspirar la seua trajectòria.